# Ski alpin aux Jeux olympiques de 1968
Pour des articles plus généraux, voir Ski alpin aux Jeux olympiques et Jeux olympiques d'hiver de 1968.
Navigation
Innsbruck 1964 Sapporo 1972
Les épreuves de ski alpin des Jeux olympiques d'hiver de 1968 à Grenoble comptaient également comme championnats du monde et ont été disputées du 9 au 17 février 1968.

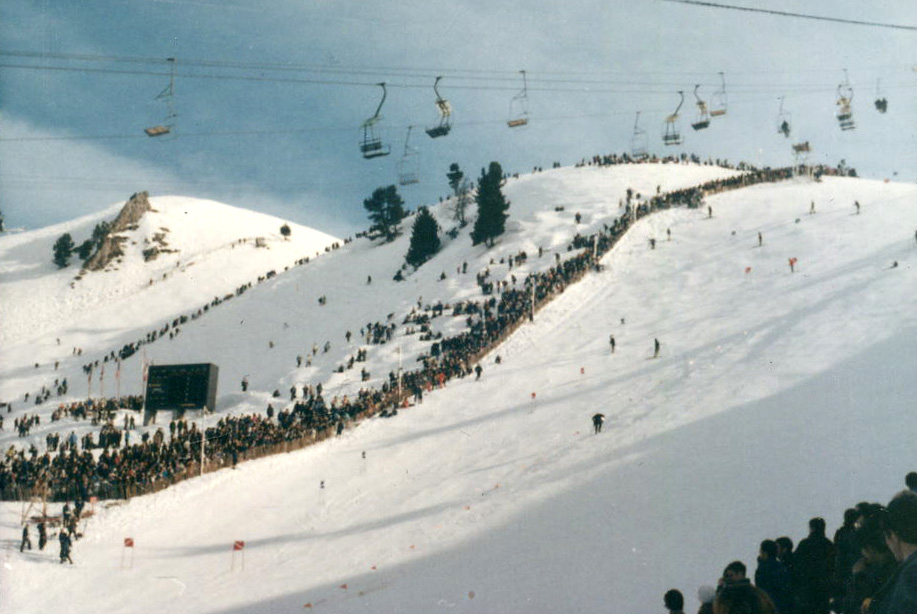
Première manche du slalom géant (11 février 1968)

Le Français Jean-Claude Killy justifie son statut de grand favori en remportant les 3 médailles d'or et devient ainsi l'égal de Toni Sailer.
Killy devance son compatriote Guy Périllat de seulement 8 centièmes dans la descente, puis s'impose aisément dans le géant.
Son troisième succès dans le slalom, disputé dans un épais brouillard, est rocambolesque avec la disqualification de l'Autrichien Karl Schranz. Schranz, gêné par un officiel, est autorisé à recourir, à titre « provisionnel », et il l'emporte. Mais le jury réexamine sa première tentative et le déclasse pour avoir manqué 2 portes avant d'avoir été gêné. Le Suisse Dumeng Giovanoli, qui avait remporté le mois précédent les slaloms de Wengen et Kitzbühel, n'obtient aucune médaille.
Les Françaises remportent 4 des 9 médailles avec :
- L'or pour Marielle Goitschel en slalom, qui succède ainsi au palmarès à sa sœur Christine.
- L'argent en descente pour Isabelle Mir.
- L'argent en géant et le bronze en slalom pour Annie Famose.

La descente est une affaire autrichienne : victoire d'Olga Pall et troisième place pour Christl Haas, tenante du titre.
Nancy Greene gagne le géant et une médaille d'argent en slalom. La Canadienne remporte également le titre du combiné de la FIS.
À l'issue de la saison 1968, Jean-Claude Killy, Marielle Goitschel, Nancy Greene et Christl Haas se retirent de la compétition alpine.

## Podiums

### Hommes
| Épreuve  | Or                | Argent        | Bronze               |
| -------- | ----------------- | ------------- | -------------------- |
| Descente | Jean-Claude Killy | Guy Périllat  | Jean-Daniel Dätwyler |
| Géant    | Jean-Claude Killy | Willy Favre   | Heinrich Messner     |
| Slalom   | Jean-Claude Killy | Herbert Huber | Alfred Matt          |

### Femmes
| Épreuve  | Or                 | Argent       | Bronze            |
| -------- | ------------------ | ------------ | ----------------- |
| Descente | Olga Pall          | Isabelle Mir | Christl Haas      |
| Géant    | Nancy Greene       | Annie Famose | Fernande Bochatay |
| Slalom   | Marielle Goitschel | Nancy Greene | Annie Famose      |

### Combiné
Les épreuves du combiné ne comptaient pas comme épreuve olympique : elles attribuaient uniquement le titre de champion du monde.
| Épreuve        | Or                | Argent             | Bronze           |
| -------------- | ----------------- | ------------------ | ---------------- |
| Combiné Hommes | Jean-Claude Killy | Dumeng Giovanoli   | Heinrich Messner |
| Combiné Femmes | Nancy Greene      | Marielle Goitschel | Annie Famose     |

## Tableau des médailles
| Rang | Nations  | Or | Argent | Bronze | Total |
| 1    | France   | 4  | 3      | 1      | 8     |
| 2    | Autriche | 1  | 1      | 3      | 5     |
| 3    | Canada   | 1  | 1      | 0      | 2     |
| 4    | Suisse   | 0  | 1      | 2      | 3     |